# Costa di Mezzate
Costa di Mezzate é uma comuna italiana da região da Lombardia, província de Bérgamo, com cerca de 2.742 habitantes. Estende-se por uma área de 5 km², tendo uma densidade populacional de 548 hab/km². Faz fronteira com Albano Sant'Alessandro, Bagnatica, Bolgare, Calcinate, Gorlago, Montello.

## Demografia
| Variação demográfica do município entre 1861 e 2011                               |
|                                                                                   |
| Fonte: Istituto Nazionale di Statistica (ISTAT) - Elaboração gráfica da Wikipedia |